# Gran Cruz de la Cruz de Hierro
La Gran Cruz de la Cruz de Hierro (en alemán: Großkreuz des Eisernen Kreuzes) fue una decoración destinada a los generales victoriosos del ejército prusiano y sus aliados. Era la clase más alta (normalmente premiada) de la Cruz de Hierro. Junto con la Cruz de Hierro de 1ª y 2ª clase, la Gran Cruz fue fundada el 10 de marzo de 1813, durante las Guerras Napoleónicas. Fue renovado en 1870 para la guerra franco-prusiana y nuevamente en 1914 para la Primera Guerra Mundial. En 1939, cuando Adolf Hitler renovó la Cruz de Hierro como condecoración alemana (en lugar de estrictamente prusiana), también renovó la Gran Cruz.
La Gran Cruz de la Cruz de Hierro era el doble del tamaño de la Cruz de Hierro y se usaba con una cinta alrededor del cuello. La posterior Cruz de Caballero de la Cruz de Hierro, instituida en 1939, también se llevaba del cuello; era más pequeño que la Gran Cruz pero más grande que la Cruz de Hierro.

## Condecorados

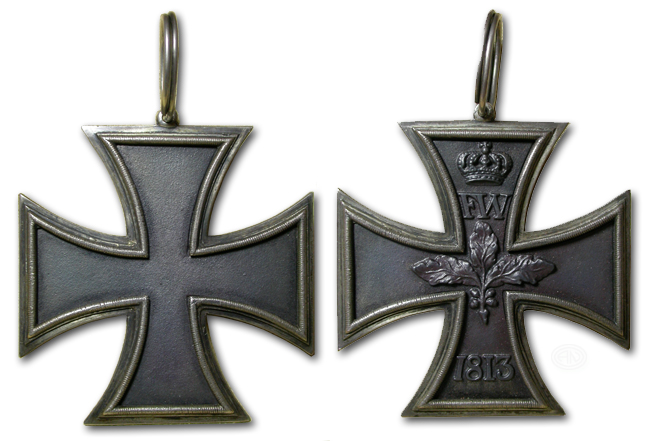
1813 Gran Cruz de la cruz de hierro.

### 1813
Cinco hombres recibieron la Gran Cruz de la Cruz de Hierro de 1813 por sus acciones durante las Guerras Napoleónicas:
- Gebhard Leberecht von Blücher, comandante de las fuerzas prusianas en la batalla de Waterloo, luego elevado a la Estrella de la Gran Cruz de la Cruz de Hierro
- Friedrich Wilhelm von Bülow
- El príncipe heredero Charles John de Suecia (Jean-Baptiste Bernadotte) futuro Carlos XIV Juan de Suecia - anteriormente un mariscal de Napoleón, después de convertirse en regente y príncipe heredero de Suecia, se unió a la Sexta Coalición contra Napoleón.
- Bogislav Friedrich Emanuel von Tauentzien

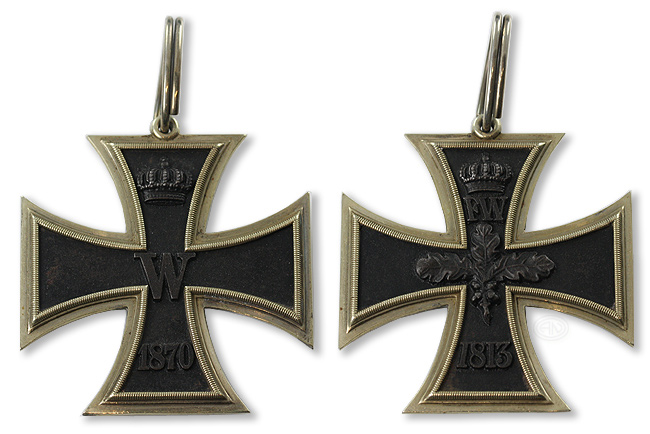
.

- Ludwig Yorck von Wartenburg.

### 1870
La Cruz de Hierro se renovó el 19 de julio de 1870 para la guerra franco-prusiana. Nueve hombres recibieron la Gran Cruz de la Cruz de Hierro de 1870 para el servicio durante esa guerra. Siete Grandes Cruces fueron otorgadas el 22 de marzo de 1871 a:
- Agosto Karl von Goeben
- Edwin Freiherr von Manteuffel
- Helmuth Graf von Moltke el Viejo
- Príncipe Federico Carlos de Prusia.
- Príncipe heredero Friedrich Wilhelm de Prusia (más tarde Kaiser Friedrich III)
- August Graf von Werder
- Guillermo I de Alemania recibió la Gran Cruz el 16 de junio de 1871, y Friedrich Franz II, Gran Duque de Mecklenburg-Schwerin, la recibió el 4 de diciembre de 1871. El Kaiser era el comandante supremo del ejército prusiano y Moltke era el Jefe del General. Personal. Los otros eran comandantes de combate de alto rango del Ejército Prusiano (el Príncipe heredero Alberto inicialmente ordenó al Ejército Sajón como un cuerpo bajo un ejército de campo prusiano, pero más tarde tomó el mando de un ejército de campo Prusiano / Sajón combinado).